# Battaglia di Wakde
La battaglia di Wakde si svolse tra il 17 e il 21 maggio 1944 nell'arcipelago delle isole Wakde lungo la costa nord-occidentale della Nuova Guinea, durante i più vasti eventi della campagna della Nuova Guinea occidentale della seconda guerra mondiale.
L'invasione dell'arcipelago da parte delle forze degli Alleati aveva lo scopo di mettere in sicurezza una base aerea strategica, necessaria per supportare le successive operazioni offensive contro le postazioni giapponesi nella regione della Nuova Guinea occidentale e del Pacifico centrale. Dopo aver stabilito il 17 maggio una testa di ponte sulla costa della Nuova Guinea opposta alle Wakde, il 18 maggio i reparti statunitensi lanciarono un assalto anfibio da spiaggia a spiaggia verso l'isola principale dell'arcipelago, Insoemoar: la guarnigione giapponese, trincerata in postazioni interrate, oppose una resistenza fanatica ma fu alla fine completamente annientata e l'isola cadde in mano agli statunitensi il 21 maggio.

## Antefatti
Wakde è un piccolo arcipelago collocato a circa due chilometri da nord-est della costa della Nuova Guinea occidentale. L'arcipelago si compone di due sole isole, Insoemoar (indicata anche come Wakde) e Insoemanai: delle due Insoemoar è la più grande, benché abbia una lunghezza da ovest a est di soli 2,4 chilometri e una larghezza nel punto massimo di soli 910 metri; il terreno dell'isola è in maggioranza pianeggiante. All'epoca della battaglia la zona aveva una certa importanza strategica data dalla sua prossimità alla pianificata linea d'avanzata delle forze degli Alleati lungo la costa settentrionale della Nuova Guinea, avanzata avente come obbiettivo finale la riconquista delle Filippine; Wakde, in particolare, poteva offrire un campo di aviazione impiegabile dagli Alleati per appoggiare la cattura della più ampia e importante isola di Biak, situata 290 chilometri più a occidente.
Inizialmente i pianificatori degli Alleati avevano selezionato, come obiettivo di questa fase dell'avanzata, la zona di Sarmi lungo la costa della Nuova Guinea, ma la ricognizione aerea aveva poi evidenziato che il terreno della zona era inadatto a consentire l'atterraggio dei bombardieri pesanti; come risultato, il responsabile del South West Pacific Area generale Douglas MacArthur decise di concentrare l'attenzione nella cattura di Wakde prima e di Biak dopo: gli aerei alleati operanti dalle basi allestite nelle due isole potevano essere impiegati per supportare l'imminente campagna delle isole Marianne e Palau nel Pacifico. La cattura di Wakde avrebbe fatto seguito al vittorioso sbarco a Hollandia, portato a termine dalle forze di MacArthur il 26 aprile 1944: benché Hollandia rappresentasse un importante centro logistico lungo la costa settentrionale della Nuova Guinea, gli Alleati scoprirono solo dopo la sua cattura che il terreno attorno alla città era inadatto a ospitare basi aeree per i bombardieri pesanti, il che portò a un'accelerazione dei piani per la cattura di Wakde e Biak.
Anche per i giapponesi l'area attorno a Wakde rappresentava un importante caposaldo difensivo lungo la costa della Nuova Guinea, e sin dalla fine del 1943 avevano iniziato a impiantarvi basi aeree e depositi di rifornimento, andando poi a concentrare varie truppe nella zona. Dopo la sua iniziale occupazione nel 1942, Insoemoar era stata quindi dotata di una pista di aviazione in sabbia corallina, come pure di varie strutture di supporto; sul lato meridionale dell'isola maggiore si trovava un ancoraggio adatto a imbarcazioni a fondo piatto o poco profondo, con un piccolo molo e un'area adatta per un approdo sulla spiaggia. Sulla costa della Nuova Guinea poco a occidente delle Wakde i giapponesi avevano iniziato a costruire una base aerea nei pressi di Maffin Bay (a occidente del corso del fiume Tor), e avevano inoltre realizzato una pista di atterraggio vicino al villaggio di Sawar, a circa metà strada tra Maffin Bay e il centro abitato di Sarmi. Queste tre basi d'aviazione erano state dotate di batterie di artiglieria contraerea, e circa 11 000 militari giapponesi stazionavano nella zona compresa tra Sarmi, Sawar e Maffin Bay; l'abitato di Sarmi erano inoltre sede del quartier generale della 36ª Divisione fanteria giapponese, comandata dal tenente generale Hachirō Tagami.
Wakde stessa era dotata di una guarnigione di circa 800 giapponesi, comprensiva di una compagnia distaccata dal 224º Reggimento fanteria come pure di personale di terra della Marina imperiale, truppe dei servizi logistici e una batteria di artiglieria antiaerea; le difese erano dotate di alcuni cannoni antiaerei da 75 mm Type 88 oltre a mortai e mitragliatrici pesanti, e più di 100 bunker erano stati realizzati in tutta l'isola. Le forze aeree giapponesi assegnate alla difesa della Nuova Guinea occidentale erano stimate in 282 apparecchi da caccia e 246 bombardieri, ma la forza era in piena fase di riorganizzazione dopo la perdita di Hollandia: circa metà di questi apparecchi si trovava in effetti distaccata nelle basi nelle Filippine e nelle Palau.

## Piani alleati

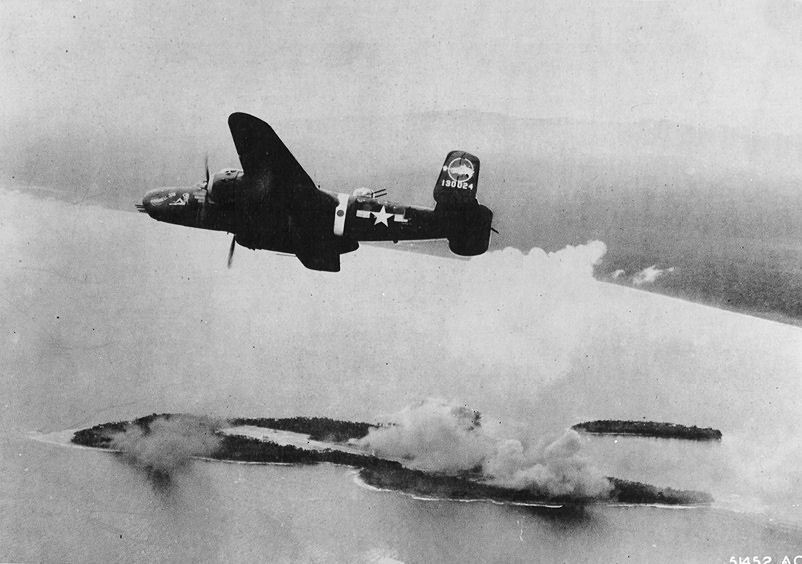
Un bombardiere statunitense B-25 sorvola le isole Wakde durante gli attacchi precedenti l'invasione

Inizialmente la data di inizio dell'attacco a Wakde venne fissata al 15 maggio 1944, ma ritardi nel concentrare le risorse logistiche e navali necessarie all'operazione obbligarono i pianificatori alleati a considerare un rinvio di diversi giorni per l'avvio dell'operazione; tuttavia, la necessità di conformarsi con i piani previsti per l'offensiva nel Pacifico centrale forzò a non scegliere date successive al 17 maggio, con il seguente attacco a Biak da portare a termine dieci giorni più tardi utilizzando praticamente le stesse risorse navali messe in campo per l'operazione a Wakde. Le spiagge dell'isola principale furono poi giudicate come troppo strette per sostenere lo sbarco in forze di un intero reggimento di fanteria, pertanto venne deciso di portare a termine l'operazione in tre fasi: la prima fase avrebbe visto lo sbarco di un contingente statunitense sulla costa della Nuova Guinea su cui si affacciavano le isole Wakde; questa azione sarebbe stata quindi seguita da un assalto anfibio "da spiaggia a spiaggia" attraverso il breve tratto di mare che separava la terraferma della Nuova Guinea dall'isola minore di Insoemanai, al fine di farne un punto d'appoggio per l'artiglieria statunitense che avrebbe supportato l'assalto anfibio finale all'isola principale di Insoemoar.
La principale forza da combattimento assegnata alla cattura di Wakde era tratta dall'organico del 163rd Regimental Combat Team (RCT) del generale di brigata Jens A. Doe, composto da 7 800 effettivi di cui 1 500 sarebbero stati impiegati nell'assalto alle isole. Questa unità era reduce dallo sbarco ad Aitape del 22 aprile precedente, azione sussidiaria al più vasto assalto anfibio a Hollandia: dopo essere stato sostituito sulla linea del fronte dalla 32nd Infantry Division il 4 maggio, il 163rd RCT si imbarcò ad Aitape il 15 maggio e venne trasferito a Hollandia il giorno successivo per prepararsi all'operazione. Nel mentre, gli aerei alleati avevano iniziato fin dalla fine di aprile a bombardare le postazioni giapponesi nella zona obiettivo dell'attacco.
Le forze navali assegnate all'operazione rappresentavano un gruppo distaccato dalla Task Force 77 del contrammiraglio William Fechteler: designata come Eastern Attack Group e assegnata al comando del capitano Albert G. Noble, l'unità si componeva di tre gruppi di supporto di fuoco per un totale di due incrociatori pesanti, tre incrociatori leggeri e venti cacciatorpediniere; altre quattordici unità da guerra, tra cui dragamine, cacciasommergibili e mezzi da sbarco equipaggiati con lanciarazzi avrebbero fornito supporto vario alle forze sbarcate. I mezzi da sbarco che trasportavano la forza d'assalto erano operati da equipaggi del 542nd Engineer Boat and Shore Regiment, parte della 2nd Engineer Special Brigade dell'United States Army.
Come diversivo per distrarre l'attenzione dei giapponesi dallo sbarco a Wakde, la Eastern Fleet della Royal Navy avrebbe sferrato quello stesso 17 maggio un attacco aeronavale agli impianti industriali di Surabaya nella Giava occupata; l'azione (operazione Transom) vide i velivoli delle portaerei britanniche e statunitensi colpire duramente il porto e le raffinerie della città, ma non ebbe alcun effetto nel distrarre le forze nemiche visto che i giapponesi consideravano la Eastern Fleet come solo una minaccia minore.

## La battaglia

### Azioni preliminari

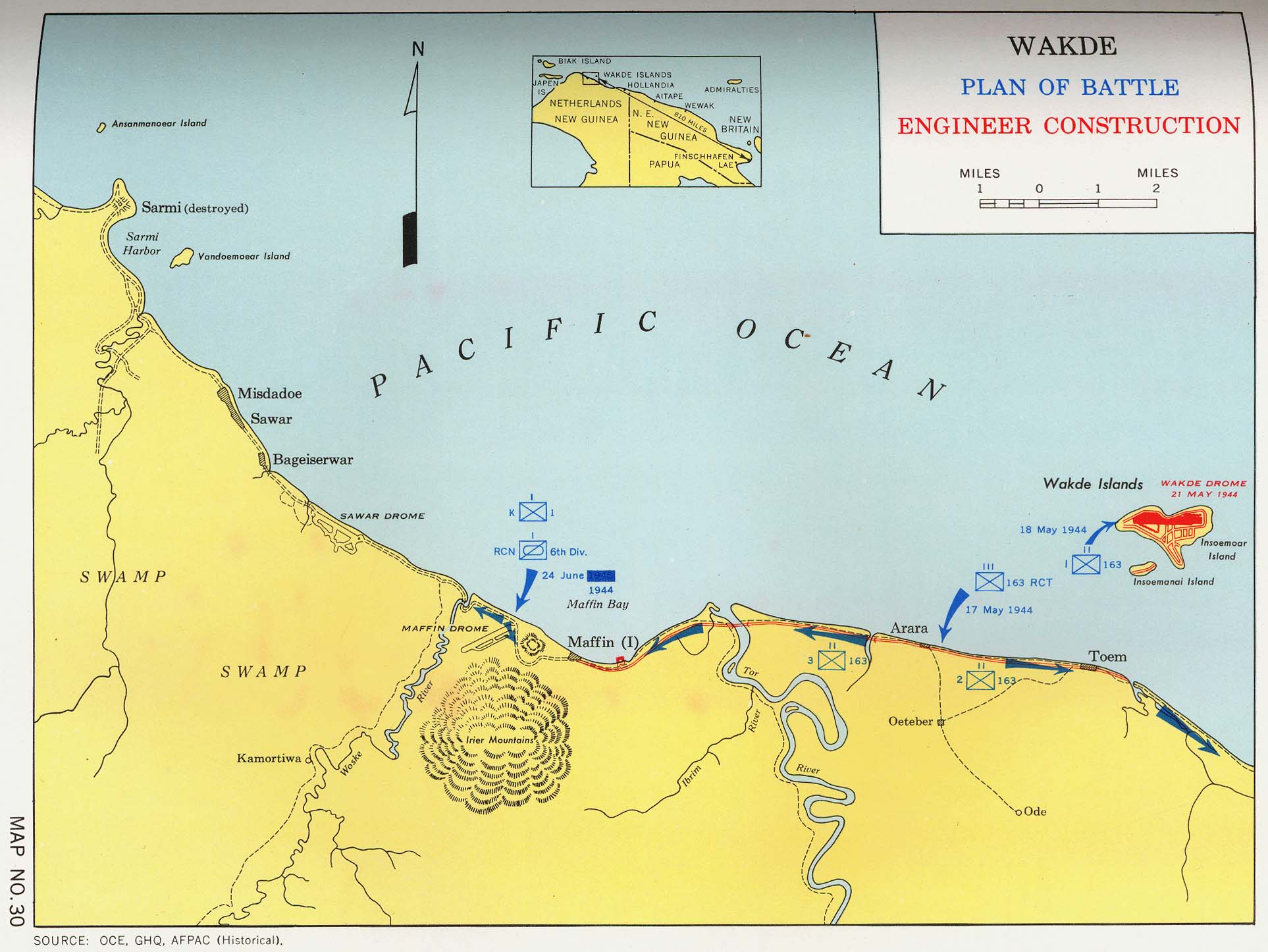
Carta della zona di Wakde con indicate (in blu) le direttrici dell'offensiva degli Alleati nel maggio-giugno 1944

I bombardamenti finali pre-invasione delle zone scelte per lo sbarco furono portati a termine, la mattina del 17 maggio, da due gruppi navali, la Task Force 74 e la Task Force 75: la prima formazione era agli ordini del contrammiraglio britannico Victor Crutchley e comprendeva quattro unità della Royal Australian Navy, ovvero gli incrociatori pesanti HMAS Australia e HMAS Shropshire e i cacciatorpediniere HMAS Arunta e HMAS Warramunga, supportate dai cacciatorpediniere statunitensi USS Mullay e USS Ammen; la Task Force 75 era agli ordini del contrammiraglio statunitense Russell Berkey e consisteva negli incrociatori leggeri USS Phoenix, USS Boise e USS Nashville. Mentre le navi di Crutchley bombardavano la zona compresa tra Sawar e Sarmi lungo la costa della Nuova Guinea, le navi di Berkey colpirono le isole Wakde; in aggiunta, una forza di dieci cacciatorpediniere statunitensi sotto il capitano Richard Stout cannoneggiò le postazioni nemiche tra Toem e Maffin Bay.
Dopo un bombardamento navale della durata di cinquanta minuti, tre battaglioni del 163rd RCT sbarcarono sulla costa della Nuova Guinea attorno al villaggio di Arara, a est della foce del fiume Tor; la forza da sbarco era protetta dall'aria da formazioni di caccia e bombardieri alleati, ma la resistenza giapponese allo sbarco fu molto leggera e si limitò a un fuoco di fucileria. Il 3rd Battalion stabilì una testa di ponte e quindi mise in sicurezza il fianco occidentale, mentre il 2nd Battalion muoveva verso est alla volta del ruscello Tementoe; le postazioni dei due battaglioni lungo la costa della Nuova Guinea avrebbero poi dovuto sostenere, nei giorni seguenti, diversi duri contrattacchi giapponesi nel corso della cosiddetta battaglia di Lone Tree Hill. Nel frattempo, una piccola forza costruita attorno a una compagnia del 641st Tank Destroyer Battalion occupò in maniera incontrastata l'isola di Insoemanai; il 1st Battalion del 163rd RCT si attestò nella zona attorno al villaggio di Toem, preparandosi a condurre lo sbarco a Wakde la mattina dopo.
Nel corso del pomeriggio del 17 maggio le truppe statunitensi sbarcate su Insoemanai furono oggetto di fuoco di mortai e mitragliatrici giapponesi dalla vicina Insoemoar; in risposta, nel corso della notte tra il 17 e il 18 maggio, l'artiglieria statunitense sbarcata sulla costa della Nuova Guinea riversò un pesante fuoco di sbarramento su Insoemoar. Nel mentre, i pianificatori alleati mettevano a punto i dettagli finali per l'assalto anfibio all'isola: l'attacco a Insoemoar dipendeva da come si sarebbe sviluppata la situazione sulla testa di ponte lungo la costa della Nuova Guinea, e l'ordine finale di lanciare l'assalto anfibio venne diramato dal capitano Noble la mattina del 18 maggio. Tre compagnie del 1st Battaglion (A, B e C Company) e una compagnia del 2nd Battalion (la F Company) furono incaricate di condurre l'assalto organizzate in sei ondate trasportate da mezzi LCVP del 542nd Engineer Regiment; quattro carri armati M4 Sherman trasportati da mezzi LCM avrebbero fornito copertura allo sbarco dei fanti.

### Lo sbarco

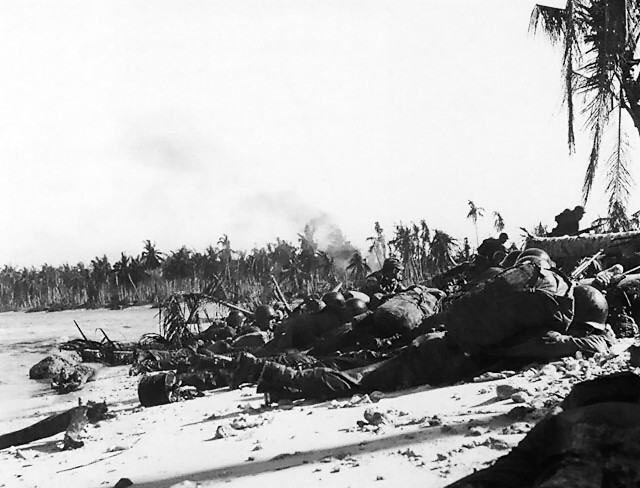
Truppe statunitensi ammassate sulla spiaggia di Insoemoar il giorno dello sbarco

Alle 08:30 i cacciatorpediniere USS Wilkes e USS Roe iniziarono a bombardare i siti scelti per lo sbarco; allo sbarramento si unirono anche i mortai e le mitragliatrici pesanti del reparto sceso su Insoemanai. Il bombardamento statunitense distrusse buona parte dei pezzi da 75 mm giapponesi e danneggiò diversi bunker dei difensori; nel mentre, i mezzi da sbarco caricarono i fanti statunitensi dalla spiaggia di Toem prima di iniziare la traversata di 3,2 chilometri alla volta di Insoemoar. La zona scelta per lo sbarco era un tratto di spiaggia lungo 550 metri presso un'insenatura protetta a sud del molo dell'isola, una delle poche zone dove la barriera corallina che contornava Insoemoar non rappresentava un ostacolo; i mezzi da sbarco sfilarono lungo il lato occidentale di Insoemanai per poi piegare verso nord-est per la corsa finale alla volta della spiaggia.
I primi fanti statunitensi sbarcarono alle 09:00 sul lato sud-occidentale dell'isola nei pressi del molo; i primi reparti sbarcati furono seguiti dalle successive cinque ondate di truppe a intervalli di cinque minuti tra l'una e l'altra. Poco dopo aver messo piede a terra, gli statunitensi si ritrovarono sotto un pesante fuoco riversato su di loro da postazioni giapponesi ben mimetizzate; il fuoco di sbarramento giapponese era tuttavia diretto principalmente verso le navi al largo, e i fanti statunitensi riuscirono a raggiungere la spiaggia accusando solo perdite leggere. Alle 09:25 l'intera forza da sbarco era a terra ma con solo due dei carri armati d'appoggio: uno dei carri era andato perduto in mare e un altro si era danneggiato durante lo sbarco. Il fuoco giapponese uccise uno dei comandanti di compagnia, ma con l'appoggio dei carri rimasti gli statunitensi misero in sicurezza una testa di ponte; appoggio aereo ravvicinato era nel mentre fornito da uno squadrone di aerei d'attacco A-20 Havoc, guidati da un controllore che seguiva l'azione in volo su un bombardiere B-25.

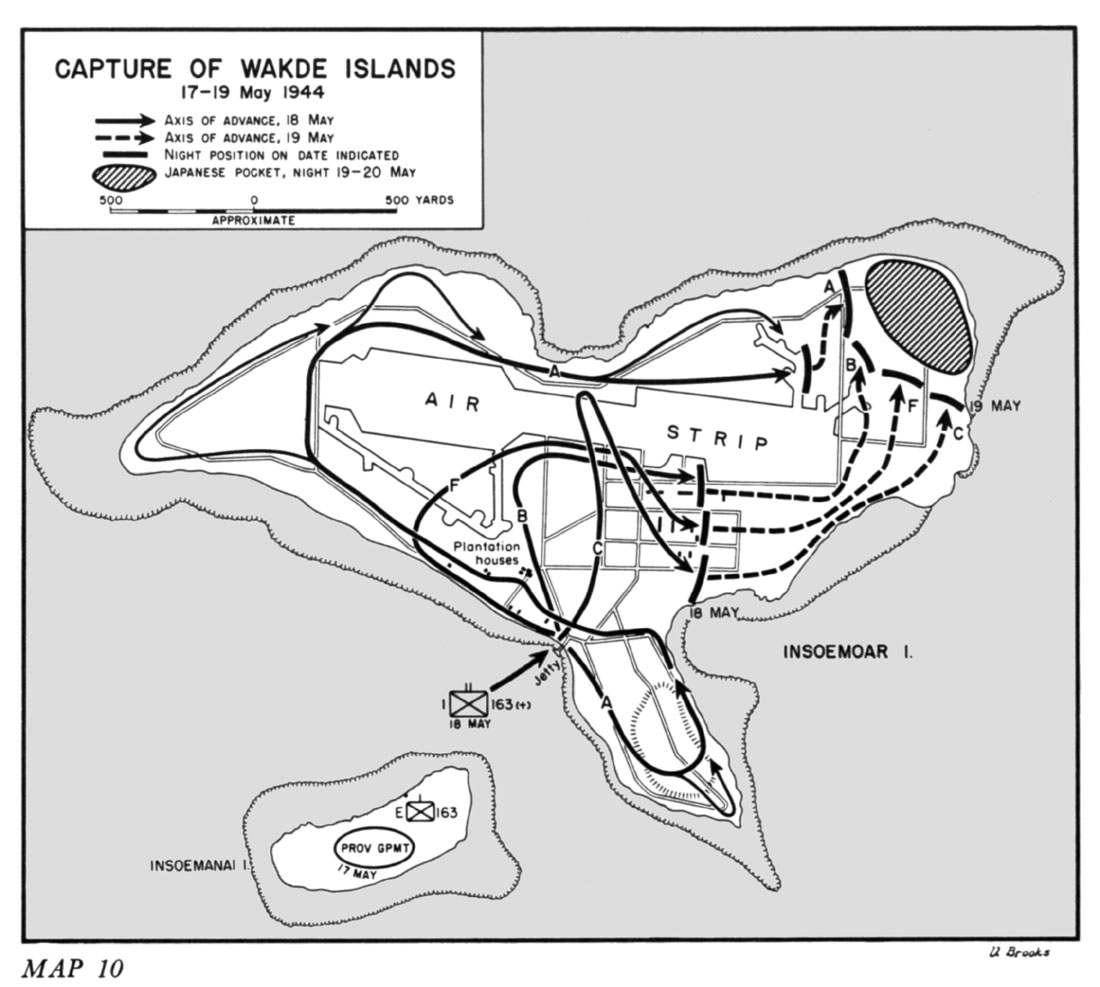
Mappa delle Wakde con indicata la progressione delle unità statunitensi durante la battaglia

Messa in sicurezza la testa di ponte, le unità statunitensi si divisero: le compagnie B ed F procedettero verso nord-ovest lungo la costa con i carri in appoggio, mentre la Compagnia A dirigeva verso sud-est per zittire alcuni nidi di mitragliatrici nemiche; la Compagnia C procedette invece a nord attraverso l'interno dell'isola puntando alla zona dell'aeroporto, dove si ritrovò ben presto impegnata in duri combattimenti per espugnare alcune postazioni ben difese dai giapponesi. Nonostante l'opposizione nemica l'avanzata procedette bene e a mezzogiorno gli statunitensi erano giunti in vista dell'aeroporto; alle 13:30 la zona nord della pista di volo era caduta in mano agli attaccanti, ma le unità statunitensi non furono in grado di sloggiare il nemico dalle sue postazioni nella sezione est dell'aeroporto, dove il grosso dei giapponesi si era asserragliato. Nonostante un certo ritardo nel mettere in sicurezza il resto dell'isola, nel corso del pomeriggio del 18 maggio materiali ed equipaggiamento da costruzione iniziarono a essere sbarcati a Insoemoar per consentire ai genieri di iniziare i lavori di ripristino del campo di volo; nel mentre, tuttavia, i combattimenti proseguirono per tutto il pomeriggio finché, verso le 18:00, gli statunitensi si fermarono trincerandosi sulle postazioni raggiunte.
Durante la notte tra il 18 e il 19 maggio, un piccolo gruppo di giapponesi riuscì a infiltrarsi nelle linee nemiche e a lanciare un attacco al posto di comando degli statunitensi, venendo infine respinto dopo un combattimento che lasciò sul terreno dodici giapponesi morti e tre statunitensi feriti. La mattina dopo, i reparti statunitensi ripresero la loro avanzata alle 09:15; il resto dell'aeroporto venne catturato e messo in sicurezza a dispetto della dura resistenza opposta da gruppi di giapponesi ben trincerati nella zona. Dopo la perdita dell'aeroporto, ciò che rimaneva della guarnigione nipponica si asserragliò presso alcune cave di corallo lungo la costa, ritardando il prosieguo dell'avanzata statunitense per diverse ore prima di essere sopraffatti. Il terzo giorno di battaglia vide gli statunitensi condurre operazioni di rastrellamento contro le ultime sacche di resistenza nemica rimaste nell'angolo nord-orientale dell'isola; i giapponesi sferrarono nel corso del giorno diversi "attacchi banzai" suicidi contro il nemico, ma entro sera gli statunitensi avevano eliminato anche le ultime resistenze.
Le unità da costruzione del 836th Engineer Aviation Battalion arrivarono il 18 maggio, e il giorno seguente i genieri iniziarono i lavori per riparare ed estendere la pista di volo di Insoemoar mentre gli scontri erano ancora in corso a poca distanza da loro; il 19 maggio unità statunitensi occuparono anche la piccola isola di Kumamba a nord-est per installarvi impianti radar di supporto alla base di Wakde. Insoemoar fu dichiarata sicura la sera del 20 maggio, ma diversi sbandati giapponesi continuavano a nascondersi sull'isola e obbligarono i reparti statunitensi a intraprendere, tra il 22 e il 26 maggio, una massiccia operazione di rastrellamento impiegando anche la Compagnia L del 3rd Battalion. La cattura delle isole Wakde costò agli statunitensi la perdita di 40 morti e 107 feriti, mentre la guarnigione giapponese lasciò 759 morti sul terreno e appena quattro prigionieri nelle mani del nemico.

## Conseguenze
Subito dopo la sua cattura, l'aeroporto di Wakde venne espanso fino a coprire buona parte della superficie libera di Insoemoar e fu dichiarato operativo già il 21 maggio; il giorno seguente il personale di terra del 348th Fighter Group iniziò a sbarcare sull'isola, e i primi velivoli statunitensi atterrarono a Wakde il 26 maggio. Quello stesso giorno, diversi pattugliatori marittimi PB4Y-2 Privateer dello squadrone VP-25 della United States Navy iniziarono a servirsi di Wakde come base per condurre le loro missioni di ricognizione a lungo raggio; più avanti nel corso di giugno furono aggiunti nuovi impianti radar e strutture di controllo e molti altri velivoli, compresi bombardieri pesanti e apparecchi da caccia diurni e notturni, arrivarono nella base. Il comando dell'aeroporto di Wakde fu inizialmente affidato al 308th Bombardment Wing, prima di passare al 310th Bombardment Wing alla fine di giugno. Aerei giapponesi tentarono alcuni attacchi alla base a partire dal 27 maggio, ma queste azioni si dimostrarono per larga parte inefficaci.
Gli scontri sulla terraferma della Nuova Guinea dal lato opposto delle Wakde proseguirono fino all'inizio di settembre 1944, mentre i reparti statunitensi avanzavano lungo la costa alla volta di Sarmi, mettevano in sicurezza la zona di Maffin Bay e catturavano la base aerea giapponese di Sawar; l'avanzata fu duramente contrastata da reparti giapponesi trincerati lungo le pendici dei Monti Trier. Sviluppato come punto d'appoggio e zona di assembramento per le successive operazioni offensive, l'aeroporto di Wakde divenne una delle basi aeree più importanti per gli Alleati nella regione, fornendo il punto di partenza per attacchi in appoggio alle azioni statunitensi a Biak e sulla costa della Nuova Guinea occidentale; alla fine del 1944, con la conclusione del grosso delle operazioni offensive statunitensi nell'area, l'importanza della base decrebbe e la pista di volo fu impiegata principalmente come sito di atterraggio di emergenza. Le truppe statunitensi iniziarono a ritirarsi dalle isole Wakde nel gennaio 1945, anche se le operazioni di volo dell'aeroporto proseguirono fino al novembre seguente; la base fu in seguito ceduta alle forze armate olandesi dopo il ripristino delle locali autorità coloniali nel 1946.